# Od zmierzchu do świtu (serial telewizyjny)

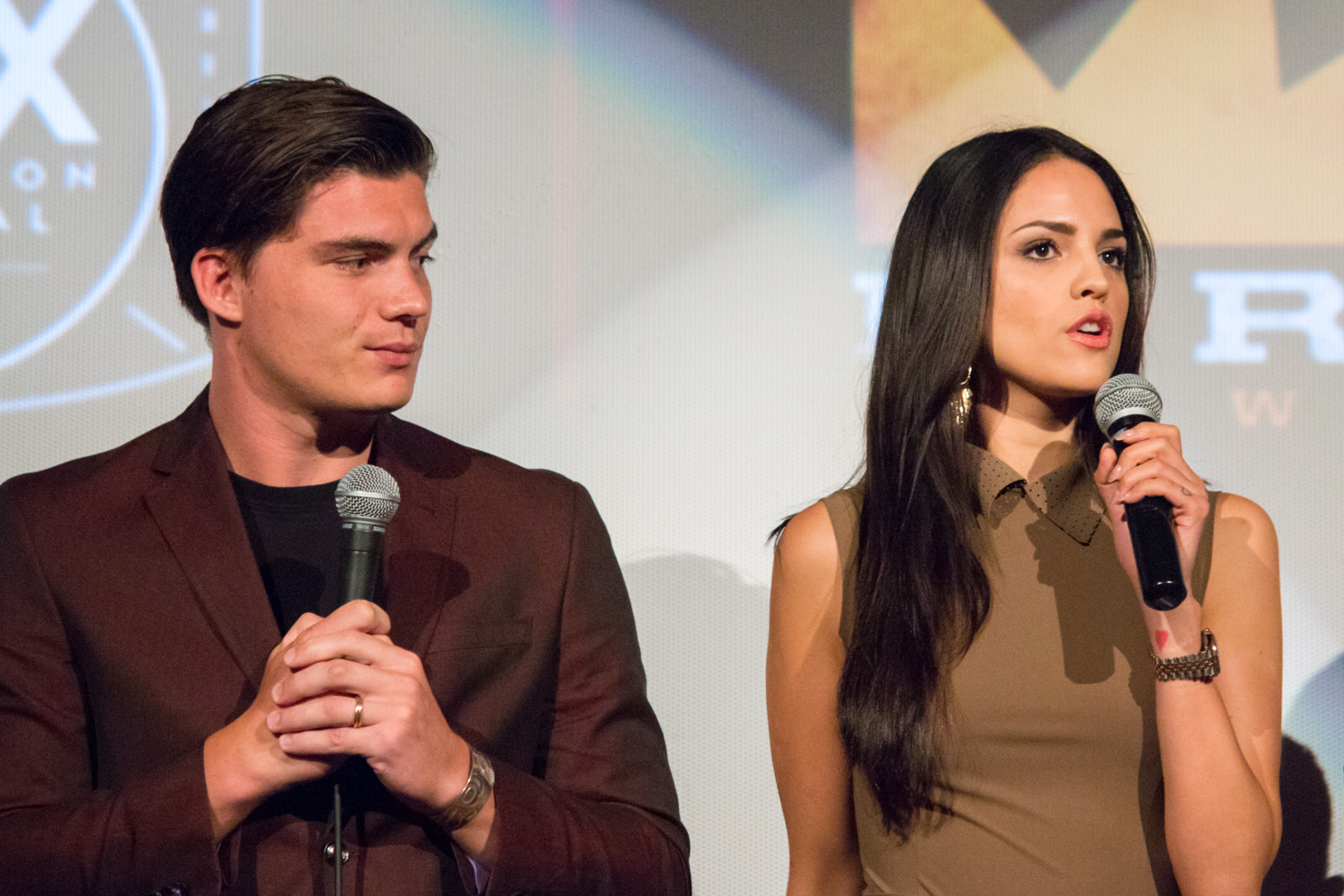
Zane Holtz i Eiza Gonzalez - odtwórcy głównych ról

Od zmierzchu do świtu – amerykański serial telewizyjny z gatunku horror, wyprodukowany przez Sugarcane Entertainment, FactoryMade Ventures oraz Rodriguez International Pictures. Serial jest oparty na serii filmów o tym samym tytule, którego współtwórcą jest Quentin Tarantino. Robert Rodriguez napisał scenariusz, wyprodukował i wyreżyserował projekt. Od zmierzchu do świtu jest emitowany od 11 marca 2014 roku przez El Rey Network.
27 marca 2014 roku, stacja kablowa El Rey Network zamówiła 2 sezon serialu. 27 października stacja poinformowała na Twitterze o przedłużeniu serialu na kolejny, trzeci sezon.
W Polsce serial jest emitowany od 23 października 2014 roku przez AXN Black.

## Fabuła
Serial skupia się na dwóch braciach: Secie i Richiem, którzy są poszukiwani przez FBI oraz strażników teksasu po napadzie na bank, podczas którego zginęło kilka osób.  W czasie ucieczki do Meksyku spotykają byłego pastora Jacoba Fullera, którego całą rodzinne biorą za zakładników. Wszystko idzie zgodnie z planem, aż do momentu, gdy docierają do klubu ze striptizem pełnym wampirów. Teraz muszą sami walczyć o przeżycie.

## Obsada
- D.J. Cotrona jako Seth Gecko[6]
- Zane Holtz jako Richie Gecko[6]
- Eiza González jako Santanico Pandemonium[7]
- Jesse Garcia jako Freddie Gonzalez[6]
- Madison Davenport jako Katie Fuller[7]
- Brandon Soo Hoo jako Scott Fuller[7]
- Wilmer Valderrama jako Carlos Madrigal[8]
- Robert Patrick jako Jacob Fuller[7]
- Jake Busey jako profesor Aiden "Sex Machine" Tanner
- Don Johnson jako Earl McGraw[6]
- Adrianne Palicki jako Vanessa Styles[9]

## Drugoplanowe
- Danny Trejo jako Regulator[10]
- Briana Evigan jako Sonja, tatuażystka robiąca lewe paszporty[10]
- Esai Morales jako lord Amancio Malvado[11]
- Jeff Fahey jako Eddie Cruickshank, wychował braci Grecko po śmierci ich ojca[12]
- Demi Lovato jako Maia[13]
- Ana de la Reguera jako Lord Venganza Verdugo (sezon 3)[14]
- Marko Zaror jako Zolo (sezon 3)[14]
- Tom Savini jako Burt (sezon 3)[14]
- Nicky Whelan (sezon 3)[15]
- Maurice Compte jako Brassa[15](sezon 3)

## Odcinki
| Sezon | Sezon | Odcinki | Oryginalna emisja USA | Oryginalna emisja USA | Oryginalna emisja Polska | Oryginalna emisja Polska | Oryginalna emisja Polska |
| Sezon | Sezon | Odcinki | Premiera sezonu       | Finał sezonu          | Premiera sezonu          | Finał sezonu             |                          |
| ----- | ----- | ------- | --------------------- | --------------------- | ------------------------ | ------------------------ | ------------------------ |
|       | 1     | 10      | 11 marca 2014         | 20 maja 2014          | 23 października 2014     | 19 grudnia 2014          |                          |
|       | 2     | 10      | 25 sierpnia 2015.     | 27 października 2015  | 7 października 2015.     | 2 grudnia 2015           |                          |
|       | 3     | 10      | 6 września 2016.      | 1 listopada 2016      | 3 listopada 2016         | brak danych              |                          |